# Joaquim Muns i Albuixech
Joaquim Muns i Albuixech (Barcelona, 25 de juny de 1935 – 2 de novembre de 2015) fou un economista i advocat català.

## Biografia
Es llicencià en dret i ciències econòmiques i empresarials a la Universitat de Barcelona el 1959, i s'hi doctorà en economia el 1972. Amplià estudis a la London School of Economics. Ha estat professor de teoria econòmica a l'Escola Superior d'Administració i Direcció d'Empreses (ESADE), professor d'economia (1968-1973) i catedràtic d'Organització Econòmica Internacional (1973-1978) a la Facultat de Ciències Econòmiques i Empresarials de la Universitat de Barcelona.
Des del 1965 ha fet treball de recerca i s'especialitzà en temes econòmics sobre Amèrica Llatina, sobretot després de la seva intervenció en el Fons Monetari Internacional, on ha exercit d'economista del 1965 al 1968 i de director executiu del 1978 al 1980. Entre altres càrrecs, ha estat professor adjunt a l'Escola de Relacions Internacionals de l'American University de Washington; professor adjunt, també, a l'Institut Monetari Internacional, assessor econòmic del Ministeri d'Economia d'Espanya i dels governs de l'Equador i de la Generalitat de Catalunya. També ha assessorat els governs de Costa Rica, Veneçuela, Nicaragua i Mèxic entre d'altres.
Fou elegit diputat al Parlament Europeu per CiU les eleccions europees i s'integrà dins el Grup Liberal Europeu.
Ha escrit nombrosos llibres i articles, sobretot d'economia internacional i el 1984 va rebre la Creu de Sant Jordi. El 1987 ingressà a l'Institut d'Estudis Catalans, el 1994 fou nomenat conseller del Banc d'Espanya i el 1995 va rebre el Premi de la Fundació Catalana per a la Recerca. L'any 1999 el Col·legi d'Economistes de Catalunya el va distingir com a col·legiat de mèrit.

## Obres
Va escriure diversos articles i llibres, entre els quals es troben:
- Industrialización y crecimiento de los païses en desarrollo (1972)
- Estudio sobre la distribución de funciones especialmente las de naturaleza económica en el marco de una autonomía regional: aplicaciones a Cataluña (1978)
- Historia de las relaciones de España y el Fondo Monetario Internacional 1958-1982. Veinticinco años de economía española (1986)
- Radiografía de la crisis (1993)
- Euro y globalización: los grandes retos de la economía española (1999)
- Lecturas de integración económica. La Unión Europea (2005)